# Evelyn Shuckburgh
Sir Charles Arthur Evelyn Shuckburgh, GCMG, CB (* 26. Mai 1909; † 12. Dezember 1994) war ein britischer Diplomat, der unter anderem zwischen 1963 und 1966 Ständiger Vertreter bei der NATO sowie zuletzt von 1966 bis 1969 Botschafter in Italien war. Er engagierte sich ferner zwischen 1970 und 1980 als Vorsitzender des Exekutivkomitees des British Red Cross und war zugleich von 1976 bis 1980 Vorsitzender des Rates des British Red Cross.

## Leben
Charles Arthur Evelyn Shuckburgh, Sohn des Kolonialbeamten John Evelyn Shuckburgh, absolvierte nach dem Besuch des renommierten 1382 gegründeten Winchester College ein Studium am King’s College der University of Cambridge. Nach dessen Abschluss trat er 1933 in den diplomatischen Dienst (Foreign Service) ein und fand Verwendungen an verschiedenen Auslandsvertretungen sowie im Außenministerium (Foreign Office). Er war zwischen 1947 und 1948 Leiter des Referats Südamerika sowie zwischen 1949 und 1950 Leiter des Referats West im Außenministerium. 1949 wurde er Companion des Order of St Michael and St George (CMG) und fungierte zwischen 1950 und 1951 als Leiter des Referats Westliche Organisationen, ehe er von 1951 bis 1954 Erster Privatsekretär (Principal Private Secretary) von Außenminister (Secretary of State for Foreign Affairs), Anthony Eden. 1954 wurde er ferner Companion des Order of the Bath (CB) und bekleidete zwischen 1954 und 1956 den Posten als Assistierender Unterstaatssekretär für den Mittleren Osten im Außenministerium (Assistant Under-Secretary for Foreign Affairs (Middle East)). Danach war von 1956 bis 1958 als Senior Civilian Instructor Dozent am Imperial Defence College (IDC) in London. Am 1. Januar 1959 wurde er zum Knight Commander des Order of St Michael and St George (KCMG), so dass er fortan den Namenszusatz „Sir“ führte.
Anschließend war Shuckburgh zwischen 1960 und 1962 Stellvertretender Unterstaatssekretär für Politische Angelegenheiten im Außenministerium (Deputy Under-Secretary for Foreign Affairs (Political)). 1963 löste er Paul Mason als Ständiger Vertreter bei der NATO ab und bekleidete diesen Posten bis zu seiner Ablösung durch Bernard Burrows 1966. Zuletzt wurde er 1966 als Nachfolger von John Guthrie Ward Botschafter in Italien und verblieb in dieser Funktion bis zu seinem Eintritt in den Ruhestand 1969, woraufhin Patrick Hancock seine Nachfolge antrat. Während dieser Zeit wurde er am 10. Juni 1967 zum Knight Grand Cross des Order of St Michael and St George (GCMG) erhoben.
Nach seinem Eintritt in den Ruhestand engagierte sich Sir Evelyn Shuckburgh ferner zwischen 1970 und 1980 als Vorsitzender des Exekutivkomitees des British Red Cross und war zugleich von 1976 bis 1980 Vorsitzender des Rates des British Red Cross. Des Weiteren war er zwischen 1974 und 1981 auch Mitglied sowie zugleich von 1977 bis 1981 Vorsitzender der Ständigen Kommission des Internationalen Roten Kreuzes. Des Weiteren fungierte er zwischen 1980 und 1981 noch als Vize-Vorsitzender des Rates des British Red Cross.
Er heiratete am 25. September 1937 Nancy Mildred Gladys Brett, Tochter von Oliver Sylvain Baliol Brett, 3. Viscount Esher und Antoinette Heckscher. Aus dieser Ehe gingen die Tochter Catherine Shuckburgh sowie die beiden Söhne Julian John Evelyn Shuckburgh und Robin Anthony Shuckburgh hervor.